# Дяволски мост (Беласица)
Вижте пояснителната страница за други значения на Дяволски мост.
Дяволският мост е високопланински мост по северните склонове на Беласица планина над село Смолари, понастоящем в Република Северна Македония. Намира се в непосредствена близост до македоно - гръцката граница на 1522 метра. Представлява военноинженерно съоръжение на подбилния път в местността Балкая, построено от българската армия по време на военните действия през Първата световна война. Осигурява преминаването на пътя през достигащи до 250 метра скални откоси – единственото непроходимо място в билната част на Беласица. 
Мостът е бил с дървена конструкция. До началото на 70-те години на миналия век е използван от граничния патрул, но след това се разпаднал.
През юли 2021 година мостът е възстановен от планинарски клуб „Ентусиаст“ от Струмица и е достъпен за планинари, велосипедисти и мотоциклетисти.
- Пътят през Балкая (по Трайко Благоев)
- Скалната цепнатина при Дяволския мост, октомври 2018 г.